# WaMa Film Festival
WAMA Film Festival – międzynarodowy festiwal filmowy w Olsztynie organizowany od 2014 roku. Wydarzenie odbywa się cyklicznie, w październiku. Nazwa festiwalu pochodzi od pierwszych liter nazwy województwa warmińsko-mazurskiego, w którym organizowany jest festiwal.
Od pierwszej edycji ambasadorem wydarzenia jest reżyser Jerzy Hoffman.
Tematyka festiwalu nawiązuje do charakterystycznej cechy regionu Warmii i Mazur – największej w Polsce liczby mniejszości narodowych i etnicznych. Wielokulturowość wpisana w historię Warmii i Mazur od początku stanowi główny temat olsztyńskiego festiwalu filmowego. Założeniem festiwalu jest poruszanie tematów związanych ze wspólnym funkcjonowaniem różnych grup etnicznych, społecznych czy religijnych.
W ramach WAMA Film Festival organizowane są pokazy i konkursy filmowe, warsztaty, panele dyskusyjne oraz imprezy towarzyszące.

## Kategorie konkursowe
Międzynarodowy Konkurs Koprodukcji Filmowych
Międzynarodowy konkurs filmów pełnometrażowych, zrealizowanych w systemie koprodukcji, podczas którego prezentowane są filmy twórców z całego świata, poruszające trudne i ważne tematy dotyczące tożsamości kulturowej, etnicznej czy społecznej.
Konkurs Filmów Krótkich
W tej sekcji festiwalowej wyświetlane są krótkie formy filmowe, które wpisują się w tematykę i formułę programową festiwalu.
Dodatkowo, Nagrodę Specjalną w Konkursie Filmów Krótkich przyznaje Jury Mniejszości Kulturowych Warmii i Mazur.

## Składy jurorskie

### Jury Konkursu Koprodukcji Filmowych
| Numer edycji / rok | Przewodniczący Jury                             | Członkowie Jury |
| 8. edycja 2021 r.  | Kinga Dębska – reżyserka, scenarzystka          | Andrzej Wolf – operator filmowy Ola Salwa – krytyczka filmowa |
| 7. edycja 2020 r.  | Olgierd Łukaszewicz – aktor                     | Izabela Kiszka-Hoflik – producentka filmowa Michał Oleszczyk – filmoznawca, krytyk filmowy |
| 6. edycja 2019 r.  | Jarosław Sokół – scenarzysta, producent filmowy | Anna Wydra – producentka filmowa Kuba Czekaj – reżyser, scenarzysta |
| 5. edycja 2018 r.  | prof. Andrzej Fidyk – reżyser, scenarzysta      | Anna Próchniak – aktorka filmowa i teatralna Łukasz Adamski – krytyk filmowy, publicysta |
| 4. edycja 2017 r.  | Janusz Zaorski – reżyser, scenarzysta           | Anna Mucha – aktorka Joanna Sławińska – dziennikarka filmowa |
| 3. edycja 2016 r.  | prof. Janusz Majewski – reżyser, scenarzysta    | Maria Zmarz-Koczanowicz – reżyserka, scenarzystka Anna Sienkiewicz-Rogowska – dyrektor Filmoteki Narodowej Agata Trzebuchowska – aktorka, dziennikarka Wojciech Solarz – aktor teatralny, filmowy i kabaretowy, reżyser filmów niezależnych |
| 2. edycja 2015 r.  | Janusz Kondratiuk – reżyser, scenarzysta        | Andrzej Sołtysik – dziennikarz filmowy Antoni Królikowski – aktor |
| 1. edycja 2014 r.  | Jerzy Hoffman – reżyser, scenarzysta            | Mateusz Damięcki – aktor Piotr Dzięcioł – producent filmowy |

### Jury Filmów Krótkich
| Numer edycji / rok | Przewodniczący Jury                       | Członkowie Jury |
| 9. edycja 2022 r.  |                                           | Diana Dąbrowska – filmoznawczyni, krytyczka filmowa, animatorka kulturowa, współorganizatorka przeglądów i festiwali filmowych Damian Kocur – reżyser, scenarzysta i autor zdjęć Mikołaj Lizut – dziennikarz, reżyser filmowy i teatralny, scenarzysta, producent Stine Marie Solem – dyrektorka norweskich festiwali filmowych Amandusfestivalen i Amandus Blikkfang |
| 8. edycja 2021 r.  | Leszek Dawid – reżyser                    | Sandra Drzymalska – aktorka Eivind Myklebost Nordengen – producent filmowy, filmoznawca |
| 7. edycja 2020 r.  | Magnus von Horn – reżyser, scenarzysta    | Maria Dębska – aktorka Magdalena Kamińska – producentka filmowa |
| 6. edycja 2019 r.  | Łukasz Grzegorzek – reżyser, scenarzysta  | Olga Bieniek – producentka filmowa Ewa Wencel – aktorka teatralna, filmowa, kabaretowa i telewizyjna, scenarzystka |
| 5. edycja 2018 r.  | Jerzy Hoffman – reżyser i scenarzysta     | Aneta Hickinbotham – producentka filmowa Aleksandra Konieczna – aktorka filmowa i teatralna Rafał Jankowski – dziennikarz |
| 4. edycja 2017 r.  | Piotr Trzaskalski – reżyser, scenarzysta  | Jakub Mikurda – krytyk filmowy Zbigniew Zamachowski – aktor |
| 3. edycja 2016 r.  | Jerzy Hoffman – reżyser, scenarzysta      | Magdalena Łazarkiewicz – reżyserka, scenarzystka Jerzy Bończak – aktor filmowy i teatralny, reżyser teatralny |
| 2. edycja 2015 r.  | Jerzy Hoffman – reżyser, scenarzysta      | Hanna Polak – reżyserka, scenarzystka Cezary Harasimowicz – scenarzysta, aktor |
| 1. edycja 2014 r.  | Rafael Lewandowski – reżyser, scenarzysta | Edyta Jungowska – aktorka Nicolás Villegas Hernández – autor zdjęć filmowych |

### Jury Warmii i Mazur
Do 2019 Jury Mniejszości Kulturowych
| Numer edycji / rok | Przewodniczący Jury                                                                                                | Członkowie Jury |
| 9. edycja 2022 r.  | | Mary Rumi – wokalistka, instrumentalistka, kompozytorka Michał Rytel – Przełomiec – autor zdjęć do reklam, teledysków, filmów krótkometrażowych i fabularnych oraz dokumentów Stanisław Zawiśliński – dziennikarz, pisarz, dokumentalista, wydawca, animator kultury                                                             |
| 8. edycja 2021 r.  | | Aleksandra Terez – autorka zdjęć filmowych, fotografka Włodzimierz Kowalewski– pisarz, autor słuchowisk, scenarzysta filmowy Michał Bartoszewicz – producent, przedsiębiorca i trener biznesu |
| 7. edycja 2020 r.  | | Małgorzata Czaplarska – dyrektor Centrum Polsko-Francuskiego Côtes d’Armor - Warmia i Mazury w Olsztynie Joanna Wilk- Yaridiz – prezes „Fundacji Dla Rodaka” Aleksander Kuberski – dyrektor państwowego liceum plastycznego im. Mendelsohna w Olsztynie                                                                          |
| 6. edycja 2019 r.  | | Aleksandra Lemańska – aktywistka społeczna Monika Szczygło – dziennikarka Andrzej Wojnach – dziennikarz, scenarzysta, reżyser, manager, producent filmowo-telewizyjny, wykładowca akademicki |
| 5. edycja 2018 r.  | | dr hab. Joanna Szydłowska, prof. UWM – medioznawca, wykładowca akademicki Marek Barański – dziennikarz Konrad Lenkiewicz – menadżer kultury |
| 4. edycja 2017 r.  | | Izabela Lewandowska – historyk, dydaktyk, regionalista Łukasz Adamski – krytyk filmowy i publicysta Mieczysław Wieliczko – artysta fotografik, animator kultury, edukator |
| 3. edycja 2016 r.  | prof. Selim Chazbijewicz – politolog, pisarz, publicysta i nauczyciel akademicki, działacz społeczności tatarskiej | Joanna Mieszczyńska – Ambasador Muzeum Polin w województwie warmińsko-mazurskim Joanna Wańkowska-Sobiesiak – reportażystka Edward Cyfus – warmiński działacz regionalny, autor publikacji i pogadanek w gwarze warmińskiej Uwe Hahnkamp – dziennikarz                                                                            |
| 2. edycja 2015 r.  | Wiktor Marek Leyk – Pełnomocnik ds. Mniejszości Narodowych i Etnicznych Województwa Warmińsko-Mazurskiego          | Kornelia Kurowska – Prezes Fundacji „Borussia” Draginja Nadaždin – szefowa polskiego oddziału Amnesty International kom. Sebastian Kajczyński – Pełnomocnik Komendanta Wojewódzkiego Policji w Olsztynie ds. Ochrony Praw Człowieka Stefan Migus – dziennikarz, Przewodniczący Oddziału Olsztyńskiego Związku Ukraińców w Polsce |
| 1. edycja 2014 r.  | Wiktor Marek Leyk – Pełnomocnik ds. Mniejszości Narodowych i Etnicznych Województwa Warmińsko-Mazurskiego          | Kornelia Kurowska – Prezes Fundacji „Borussia” Stefan Migus – dziennikarz, Przewodniczący Oddziału Olsztyńskiego Związku Ukraińców w Polsce Irena Telesz-Burczyk – aktorka, radna Sejmiku Województwa Warmińsko- Mazurskiego Uwe Hahnkamp – dziennikarz                                                                          |

## Laureaci Nagród

### Laureaci Nagród Konkursu Koprodukcji Filmowych
| Numer edycji / rok | Nagrody Konkursu Koprodukcji Filmowych |
| 9. edycja 2022r r. | Grand Prix Międzynarodowego Konkursu Koprodukcji Filmowych (przyznane przez publiczność) „Lunana. Szkoła na końcu świata”, reż. Pawo Choyning Dorji |
| 8. edycja 2021 r.  | Grand Prix Międzynarodowego Konkursu Koprodukcji Filmowych Nagroda finansowa Marszałka Województwa Warmińsko-Mazurskiego dla dystrybutora filmu – Gutek Film „Aida”, reż. Jasmila Žbanić Nagroda Publiczności Międzynarodowego Konkursu Koprodukcji Filmowych „Aida”, reż. Jasmila Žbanić Wyróżnienie Honorowe Międzynarodowego Konkursu Koprodukcji Filmowych „Vortex”, reż. Gaspar Noé                                                                        |
| 7. edycja 2020 r.  | Grand Prix Międzynarodowego Konkursu Koprodukcji Filmowych Nagroda finansowa Marszałka Województwa Warmińsko-Mazurskiego dla dystrybutora filmu – Aurora Films „Zło nie istnieje”, reż. Mohammad Rasoulof Nagroda Publiczności Międzynarodowego Konkursu Koprodukcji Filmowych „Nadzieja”, reż. Maria Sødahl Wyróżnienie Honorowe Międzynarodowego Konkursu Koprodukcji Filmowych „Jak Bóg szukał Karela”, reż. Vít Klusák, Filip Remunda                       |
| 6. edycja 2019 r.  | Grand Prix Międzynarodowego Konkursu Koprodukcji Filmowych Nagroda finansowa Marszałka Województwa Warmińsko-Mazurskiego dla dystrybutora filmu – Gutek Film „Zdrajca”, reż. Marco Bellocchio Nagroda Publiczności Międzynarodowego Konkursu Koprodukcji Filmowych „Zdrajca”, reż. Marco Bellocchio Wyróżnienie Honorowe Międzynarodowego Konkursu Koprodukcji Filmowych „Biały, biały dzień”, reż. Hlynur Pálmason, dystrybucja: Stowarzyszenie Nowe Horyzonty |
| 5. edycja 2018 r.  | Grand Prix Międzynarodowego Konkursu Koprodukcji Filmowych Nagroda finansowa Marszałka Województwa Warmińsko-Mazurskiego dla dystrybutora filmu w wysokości 2.000 PLN firma AURORA FILMS – dystrybutor filmu „Fokstrot”, reż. Samuel Maoz Nagroda Publiczności Międzynarodowego Konkursu Koprodukcji Filmowych „Jeszcze dzień życia”, reż. Raúl de la Fuente i Damian Nenow                                                                                     |
| 4. edycja 2017 r.  | Grand Prix Międzynarodowego Konkursu Koprodukcji Filmowych „Niemiłość”, reż. Andriej Zwiagincew Nagroda Publiczności Międzynarodowego Konkursu Koprodukcji Filmowych „Konstytucja”, reż. Rajko Grlić |
| 3. edycja 2016 r.  | Grand Prix Międzynarodowego Konkursu Koprodukcji Filmowych „Nieznajoma dziewczyna”, reż. Jean-Pierre Dardenne i Luc Dardenne Nagroda Publiczności Konkursu Koprodukcji Filmowych „Ja, Daniel Blake”, reż. Ken Loach |
| 2. edycja 2015 r.  | Grand Prix Międzynarodowego Konkursu Koprodukcji Filmowych „W objęciach węża”, reż. Ciro Guerra |
| 1. edycja 2014 r.  | Grand Prix Międzynarodowego Konkursu Koprodukcji Filmowych „Obywatel roku”, reż. Hans Petter Moland |

### Laureaci Nagród Konkursu Filmów Krótkich
| Numer edycji / rok | Nagrody Konkursu Filmów Krótkich |
| 9. edycja 2022 r.  | Grand Prix Konkursu Filmów Krótkich „Martwe Małżeństwo”, reż. Michał Toczek Wyróżnienie Honorowe Konkursu Filmów Krótkich „Martwy Punkt”, reż. Patrycja Polkowska Nagroda Jury Warmii i Mazur im. Anny Wasilewskiej „Kiedy obróci się dom”, reż. Maria Ornaf                                         |
| 8. edycja 2021 r.  | Grand Prix Konkursu Filmów Krótkich „Dad You’ve Never Had”, reż. Dominika Łapka Nagroda Jury Warmii i Mazur im. Anny Wasilewskiej „Dad You’ve Never Had”, reż. Dominika Łapka |
| 7. edycja 2020 r.  | Grand Prix Konkursu Filmów Krótkich „Dalej jest dzień”, reż. Damian Kocur Nagroda Specjalna Nagroda Michelin Polska „Noamia”, reż. Antonio Galdamez Nagroda Jury Warmii i Mazur „Dalej jest dzień”, reż. Damian Kocur                                                                                |
| 6. edycja 2019 r.  | Grand Prix Konkursu Filmów Krótkich Nagroda finansowa Multimedia Polska „Marcel”, reż. Marcin Mikulski Nagroda Specjalna Nagroda Michelin Polska „We mnie”, reż. Maria Wider Nagroda Jury Warmii i Mazur „Moje serce”, reż. Damian Kocur                                                             |
| 5. edycja 2018 r.  | Grand Prix Konkursu Filmów Krótkich Nagroda Multimedia Polska w wysokości 2.000 PLN „Dziku”, reż. Kamila Chojnacka Nagroda Specjalna za Najlepszy Debiut Nagroda Michelin Polska w wysokości 1.000 PLN „Ukołysz mnie”, reż. David Tejer Nagroda Jury Warmii i Mazur „Ukołysz mnie”, reż. David Tejer |
| 4. edycja 2017 r.  | Grand Prix Konkursu Filmów Krótkich Nagroda w wysokości 3.000 PLN „60 kilo niczego”, reż. Piotr Domalewski Nagroda Specjalna Jury Mniejszości Kulturowych Warmii i Mazur „Ja i mój tata”, reż. Aleksander Pietrzak                                                                                   |
| 3. edycja 2016 r.  | Grand Prix Konkursu Filmów Krótkich Nagroda Multimedia Polska w wysokości 5.000 PLN „Lokatorki”, reż. Klara Kochańska Nagroda specjalna Jury Mniejszości Kulturowych Warmii i Mazur „Spowiedź”, reż. Eliasz Waszczuk                                                                                 |
| 2. edycja 2015 r.  | Grand Prix Konkursu Filmów Krótkich „To, czego chcę”, reż. Damian Kocur Nagroda specjalna Jury Mniejszości Kulturowych Warmii i Mazur „Jutta i ja”, reż. Maciej Cendrowski |
| 1. edycja 2014 r.  | Grand Prix Konkursu Filmów Krótkich „Mleczny brat”, reż. Vahram Mkhitaryan Nagroda specjalna Jury Mniejszości Kulturowych Warmii i Mazur „Franek”, reż. Bartek Tryzna |

### Nominacje do Nagród Polskiego Kina Niezależnego im. Jana Machulskiego
| Nominacje do Nagród Polskiego Kina Niezależnego im. Jana Machulskiego (przyznawane przez Jury Konkursu Filmów Krótkich) | |
| 9. edycja 2022 r. | W kategorii „Najlepsza Reżyseria”: Maria Ornaf za film „Kiedy obróci się dom” W kategorii „Najlepszy Scenariusz”: Patrycja Polkowska za film „Martwy punkt”, reż. Patrycja Polkowska W kategorii „Najlepsze Zdjęcia”: Tomasz Pawlik za film „Martwe małżeństwo”, reż. Michał Toczek W kategorii „Najlepszy Montaż”: Alan Zejer za film „Kiedy obróci się dom”, reż. Maria Ornaf W kategorii „Najlepsza Aktorka”: Ewa Konstancja Bułhak za film „Tylko do świtu”, reż. Eliza Godlewska i Alan Ruczyński W kategorii „Najlepszy Aktor”: Adam Borysowicz oraz Ignacy Liss za film „Followers, odpalaj lajwa”, reż. Jakub Radej W kategorii „Najlepszy Film Dokumentalny” za film „Ten obrazek jest bardzo ładny”, reż. Jakub Ciosiński W kategorii „Najlepszy Film Animowany” za film „Kot”, reż. Zofia Strzelecka |
| 8. edycja 2021 r. | W kategorii „Najlepsza Reżyseria”: Grzegorz Piekarski za film „Niewolnik” W kategorii „Najlepszy Scenariusz”: Damian Kosowski za film „Zanim zasnę”, reż. Damian Kosowski W kategorii „Najlepsze Zdjęcia”: Martyna Jakimowska za film „Ostatni gwizdek”, reż. Karol Lindholm W kategorii „Najlepszy Montaż”: Nikodem Chabior za film „Niewolnik”, reż. Grzegorz Piekarski W kategorii „Najlepsza Aktorka”: Zoja Szcześniak za film „Przestrach”, reż. Joanna W kategorii „Najlepszy Aktor”: Gustaw Kramin za film „Czy potwory jedzą kiwi?”, reż. Paweł Podolski W kategorii „Najlepszy Film Dokumentalny”: film „Dad You’ve Never Had”, reż. Dominika Łapka W kategorii „Najlepsza Animacja”: film „Coffin”, reż. Yuanqing Cai, Nathan Crabot, Houzhi Huang, Mikolaj Janiw, Mandimby Lebon, Théo Tran Ngoc     |
| 7. edycja 2020 r. | W kategorii „Najlepsza Reżyseria”: Tomasz Wolski za film „Problem” W kategorii „Najlepszy Scenariusz”: Katarzyna Tybinka za film „Problem”, reż. Tomasz Wolski W kategorii „Najlepsze Zdjęcia”: Wojciech Staroń za film „Problem”, reż. Tomasz Wolski W kategorii „Najlepszy Montaż”: Tomasz Kolak za film „Noamia”, reż. Antonio Galdamez W kategorii „Najlepsza Aktorka”: Anna Dzieduszycka za film „Sukienka”, reż. Tadeusz Łysak W kategorii „Najlepszy Aktor”: Bartłomiej Topa za film „Noamia”, reż. Antonio Galdamez W kategorii „Najlepszy Film Dokumentalny”: film „We have one heart”, reż. Katarzyna Warzecha W kategorii „Najlepsza Animacja”: film „We have one heart”, reż. Katarzyna Warzecha |
| 6. edycja 2019 r. | W kategorii „Najlepsza Reżyseria”: Marcin Mikulski za film „Marcel” W kategorii „Najlepszy Scenariusz”: Maria Wider za film „We mnie”, reż. Maria Wider W kategorii „Najlepsze Zdjęcia”: Mateusz Skalski za film „Moje serce”, reż. Damian Kocur W kategorii „Najlepszy Montaż”: Aleksandra Idzikowska za film „Nie zmieniaj tematu”, reż. Hubert Patynowski W kategorii „Najlepsza Aktorka”: Rozalia Mierzicka za film „Moje serce”, reż. Damian Kocur W kategorii „Najlepszy Aktor”: Piotr Żurawski za film „Marcel”, reż. Marcin Mikulski W kategorii „Najlepszy Film Dokumentalny”: „Mój kraj jest taki piękny”, reż. Grzegorz Paprzycki |
| 5. edycja 2018 r. | W kategorii „Najlepsza Reżyseria”: Kamila Chojnacka za film „Dziku” W kategorii „Najlepszy Scenariusz”: Agnieszka Elbanowska za film „Relax”, reż. Agnieszka Elbanowska W kategorii „Najlepsze Zdjęcia”: Sławomir Witek za film „Nowy Bronx”, reż. Filip Ignatowicz W kategorii „Najlepszy Montaż”: Jakub Kopeć za film „Dziku”, reż. Kamila Chojnacka W kategorii „Najlepsza Aktorka”: Irena Melcer za film „Ukołysz mnie”, reż. David Tejer W kategorii „Najlepszy Aktor”: Łukasz Lewandowski za film „Relax”, reż. Agnieszka Elbanowska W kategorii „Najlepszy Film Dokumentalny”: „Pasdar”, reż. Grzegorz Piekarski i Zeinab Pasdar |
| 4. edycja 2017 r. | W kategorii „Najlepsza Reżyseria”: Damian Kocur za film „Nic nowego pod słońcem” W kategorii „Najlepszy Scenariusz”: Roman Przylipiak i Grzegorz Bogdał za film „Jerry”, reż. Roman Przylipiak W kategorii „Najlepsze Zdjęcia”: Adam Palenta za film „Nazywam się Julita”, reż. Filip Dzierżawski W kategorii „Najlepszy Montaż”: Alex Katerynchuk za film „Świt”, reż. Alex Katerynchuk W kategorii „Najlepsza Aktorka”: Aleksandra Konieczna za film „Nazywam się Julita”, reż. Filip Dzierżawski W kategorii „Najlepszy Aktor”: Krzysztof Kowalewski za film „Ja i mój tata”, reż. Aleksander Pietrzak W kategorii „Najlepsza Animacja”: film „Cargo”, reż. Tomasz Bochniak i Sławomir Shuty |
| 3. edycja 2016 r. | W kategorii „Najlepsza Reżyseria”: Klara Kochańska za film „Lokatorki” W kategorii „Najlepszy Scenariusz”: Monika Majorek za film „Pierwsze”, reż. Monika Majorek W kategorii „Najlepsze Zdjęcia”: Tomasz Ślesicki za film „Pierwsze”, reż. Monika Majorek W kategorii „Najlepszy Montaż”: Grzegorz Tatar za film „Spowiedź”, reż. Eliasz Waszczuk W kategorii „Najlepsza Aktorka”: Julianna Dorosz za film „Spowiedź”, reż. Eliasz Waszczuk W kategorii „Najlepszy Aktor”: Olaf Marchwicki za film „Złe uczynki”, reż. Piotr Domalewski |
| 2. edycja 2015 r. | W kategorii „Najlepsza Reżyseria”: Damian Kocur za film „To, czego chcę” W kategorii „Najlepszy Scenariusz”: Miłosz Sakowski i Marcin Kubawski za film „DZIEŃ BABCI”, reż. Miłosz Sakowski W kategorii „Najlepsze Zdjęcia”: Jacek Podgórski za film „Moloch”, reż. Szymon Kapeniak W kategorii „Najlepszy Montaż”: Paweł Laskowski za film „Moloch”, reż. Szymon Kapeniak W kategorii „Najlepsza Aktorka”: Jolanta Łoskot za film „To, czego chcę”, reż. Damian Kocur |
| 1. edycja 2014 r. | W kategorii „Najlepsza Reżyseria”: Aga Woszczyńska za film „Fragmenty” W kategorii „Najlepszy Scenariusz”: Bartek Tryzna za film „Franek”, reż. Bartek Tryzna W kategorii „Najlepsze Zdjęcia”: Bartosz Świniarski za film „Fragmenty”, reż. Aga Woszczyńska W kategorii „Najlepszy Montaż”: Arkadiusz Bartosiak za film „Delegacja”, reż. Arkadiusz Bartosiak W kategorii „Najlepsza Aktorka”: Marta Mazurek za film „Thumbs up”, reż. Stefan Łazarski W kategorii „Najlepszy Aktor”: Adam Bobik za film „Mały palec”, reż. Tomasz Cichoń |